# Endasch
Der Endasch, auch Endesé, Endesch, Endaze, Endaseh oder Hendazé, war ein Längenmaß in der Walachei, der Türkei und Tunis. Endaseh war das türkische Maß für Seiden-, Baumwoll- und Leinenwaren. Eine andere Bezeichnung war Arschin und das Maß entsprach dem Ellenmaß. Er wurde auch alter kleiner Piki genannt.
- 1 Endasch = 0,6525 Meter[2]
- 1 Piki = 1,5432 Endasch/alter kleiner Piki = 1,4948 alte große Piki
- 1 Endasch = 289,235 Pariser Linien[3]
- 1 Meter = 1,53265 Endasch
- 9 Endasch = 8 Wiener Ellen[4]

## Walachei
Das Maß Endasch oder Endesé entsprach der kleinen Walachischen Elle und wurde in der Walachei als Elle für Leinwand angewendet. Das Maß war in den Regionen unterschiedlich und es galt
- in der Walachei 1 Endesé = 293,6 Pariser Linien = 662 Millimeter
- in der Walachei 1 Endasch = 284,2 Pariser Linien = 0,6411 Meter

## Türkei
In der Türkei war der Endesé der kleine Pik, auch Endrezeh, und wurde als Woll- und Seidenwarenelle genutzt.
- in der Türkei 1 Endesé = 284,2 Pariser Linien (293,6 Pariser Linien)[5] = 0,6411 Meter, auch 652 Millimeter[1]

Der große Pik oder Halibiu war die andere Elle für Wolle und Seidenwaren.
- 1 Halibiu = 302,3 Pariser Linien = 0,682 Meter.[6] Namensgleich Endesé oder Endrezeh[7] wurde die türkische Elle bezeichnet. Es war der kleine Pik und dem Handel mit Woll- und Seidenwaren vorbehalten. Die Nutzung der anderen Maße für das Warensortiment wie Halibi/Halebi und Großer Pik (~ 314 Pariser Linien) war auch möglich.

## Andere Regionen
- in Tunis 1 Endasch/Pik/Draâ = 0,6728 Meter = 298 ¼ Pariser Linien

Endasch war in Griechenland der alte Kleine Piki mit 287,256 Pariser Linien, der 0,648 Meter betragen hatte. Er wurde hier als königlicher Piki bezeichnet. Königlich stand für die Maße nach einer Reform der Maße  und Gewichte in Griechenland.